# Franco Freda
Pour les articles homonymes, voir Freda.
Franco Freda, dit Giorgio Freda, né à Padoue le 11 février 1941, est un éditeur, juriste et essayiste national-révolutionnaire italien. Jugé coupable de l'attentat de piazza Fontana, il ne put être condamné, ayant déjà été acquitté faute de preuves par un précédent procès. Il a subi cependant d'autres condamnations.
Dans les années 1970, il a été souvent qualifié par la presse de « nazi-maoïste »,,,. Il est connu pour être le fondateur des Edizioni di Ar, d'orientation traditionaliste (au sens évolien du terme).

## Biographie
Il obtient une licence en droit à l'université de Padoue, où il écrit une thèse sur la conception platonicienne de la justice.
Il est l'époux d'Anna K. Valerio. Au cours de ses études à l'université de Padoue, il fait partie du groupe San Marco, une association d'étudiants proches du MSI. Mais il ne fera qu'un très bref passage dans ce parti, qui l'exclut d'ailleurs définitivement pour être une « tête brûlée ».

### LeGruppo di Ar
Il se lie quelque temps à des groupes comme Giovane Nazione et Ordine Nuovo, mais sans jamais y adhérer. Puis il forme, en 1963, à Padoue, un groupe de réflexion idéologique et culturelle avec d'autres jeunes militants, fortement influencés par l'œuvre du philosophe Julius Evola, se définissant comme traditionalistes-révolutionnaires. Ce sera le Gruppo di Ar, préfixe dérivant du sanscrit et « désignant l’homme dans sa dimension aristocratique et spirituelle». Freda y défend une lutte politique menée au nom d’une conception aristocratique, traditionnelle (au sens évolien du terme) de l’existence, caractérisée par le refus de la pensée progressiste, égalitaire, bourgeoise, démocratique et matérialiste. Le groupe aura une influence sur le mouvement Lotta di popolo, publiant des articles dans son périodique.
Il fonde la même année les Edizioni di Ar. Elles publieront des textes et des œuvres de Platon, Nietzsche, Arthur de Gobineau, Nikolaj Roerich, Oswald Spengler, Riccardo Bacchelli, Nicolás Gómez Dávila, Georg Simmel. Elles publient aussi L’ennemi de l’homme, un recueil de la poésie palestinienne de combat.
Freda est, dans les années 1964-1969, assez proche du mouvement paneuropéen Jeune Europe de Jean Thiriart, mais n'en a pas été membre. Il critiquera d'ailleurs violemment, dès 1969, le nationalisme laïc et les conceptions politiques machiavéliennes de Thiriart. Il s'engage tôt dans le soutien aux causes arabes et particulièrement pour le combat palestinien. En 1964, il affronte un premier procès pour avoir dénoncé dans une brochure la politique et la répression israéliennes en Palestine. En mars 1969, il organise, en collaboration avec le groupe d'extrême gauche Potere Operaio, la première grande réunion publique en Italie de soutien à la résistance palestinienne, à laquelle participent des représentants du Fatah.
Freda est considéré comme l’un des principaux disciples d’Evola dans le domaine politique. Parmi les continuateurs du philosophe, il serait l'un des dirigeants les plus radicaux, se basant avant tout sur les réflexions de Chevaucher le Tigre, en opposition avec la tendance menée par Adriano Romualdi, radicale au niveau des idées mais résolument légaliste, se référant principalement au livre Les Hommes au milieu des Ruines. Freda est plus un mystique qu'un pur politique. Il est avant tout soucieux de spiritualité et de mysticisme. Foncièrement antichrétien, il se réclame principalement de Platon, de Nietzsche et d'Evola.

### La Désintégration du Système
En 1969, il publie en brochure son intervention à la réunion du comité directeur du Front révolutionnaire européen, tenue à Ratisbonne le 17 août 1969 : La désintégration du système, un texte qui prône une alliance entre les « ultras de gauche » et les « ultras de droite » pour détruire le « Système ». Il effectue une autocritique radicale de son soutien passé à Jeune Europe, estimant que l'Europe est la source de toutes les « infections idéologiques ». Il affirme que les combattants européens doivent prendre pour modèles les guérilleros palestiniens, nord-vietnamiens et latino-américains. Pour Freda, la priorité est la destruction du « système bourgeois ». Il propose une forme de « communisme aristocratique », « spartiate  et platonicien, fusion hybride entre la conception de l'« État vrai », reprise de Julius Evola, et celle de l'État populaire, inspirée du maoïsme chinois.
Dans cette perspective, il manifeste clairement l’intention d’aller à la rencontre de tous les secteurs « objectivement engagés dans la négation du monde bourgeois », y compris l’ultra-gauche extra-parlementaire, à laquelle il propose une stratégie de « lutte unitaire contre le Système ». Il est alors en contact avec divers groupes maoïstes, comme Potere Operaio et le Parti communiste d’Italie-marxiste léniniste.
Il manifestera souvent son soutien et son admiration pour Mao Zedong, mais considérant que le dirigeant chinois se servait du marxisme comme d'un « radeau » qu'il abandonnerait une fois le fleuve traversé. Freda affirme avoir vu dans la Chine maoïste une « vision du monde presque spartiate, un sens de la vie sobre, dur, militaire, un style d'existence ascétique, un rythme organique de fidélité qui lie au Chef toute la communauté nationale et favorise cette tension solidariste qui. à son tour, reflète dans le travail d'un peuple entier des caractères de discipline volontaire, de libre milice déprolétarisée ».
Il faut ici signaler que Julius Evola lui-même condamnera sévèrement cette passion pour la Chine maoïste, devenue récurrente chez des jeunes militants de droite. À l'occasion d'une réédition du livre Les Hommes au milieu des ruines, il y adjoint un article L'engouement maoïste, où il affirme qu'une telle position ne peut que s'expliquer par un manque de maturité.

### Affaires judiciaires
En 1964, Freda doit affronter un procès pour avoir dénoncé dans une brochure la politique sioniste en Palestine.
En 1971, il est inculpé pour « avoir diffusé des livres, des imprimés et des écrits contenant de la propagande ou instigation à la subversion violente », notamment en référence au texte, publié anonymement, La désintégration du système. Freda est érigé, au sein des différents courants de la droite radicale italienne et européenne en modèle du militant et en martyr de la cause antibourgeoise et anti-système. Durant toute son incarcération, de nombreuses organisations, malgré leurs divergences, se mobilisent et organisent des campagnes de soutien à l'« éditeur emprisonné »,.

#### L'enquête et les procès liés à l'attentat de laPiazza Fontana
Le 5 décembre 1971, il est accusé d'avoir organisé l'attentat de la piazza Fontana, au cours duquel 16 personnes ont trouvé la mort et où des dizaines d'autres ont été blessées. Il est placé en détention préventive. Les accusations contre lui reposent sur deux types d’indices: il aurait acheté des minuteries dont les débris sont retrouvés dans la banque, ainsi que les sacs de voyages dans lesquels ont été déposées les bombes. L 'enquête confirme que Freda a bel et bien acheté cinquante minuteries, qu'il aurait remises à un capitaine des services secrets algériens qui les lui avait demandées pour un groupe palestiniens. Suivant l'acte d'accusation, cinquante-sept minuteries auraient été vendues par le concessionnaire. Or, l’hebdomadaire Candido va mener une enquête en Allemagne auprès du fabricant des minuteries. Les journalistes de Candido découvrent que les minuteries vendues en Italie n’étaient pas cinquante-sept mais plusieurs centaines. Ils remarquent aussi que les modèles achetés par l’éditeur sont d'un modèle différent de ceux qui ont été utilisés pour l’attentat. De plus, la commerçante de Bologne qui a vendu quatre sacs de voyage semblables à ceux utilisés pour l’attentat ne reconnaîtra pas comme acheteur Freda, mais deux officiers de police. Pourtant, le juge d’instruction ne tient aucun compte de ces preuves à décharge.
Jugé en 1975 avec 24 militants anarchistes et néo-fascistes, il est maintenu en détention préventive jusqu'en 1976. Remis en liberté surveillée et assigné à résidence, il quitte illégalement l'Italie le 1er août 1978 et s'exile au Costa Rica. Il est capturé, pendant l’été 1979, au Costa-Rica, dont il n’est pas extradé, mais ramené de force par la police politique italienne. Il est à nouveau jugé en Italie. Condamné à la prison à vie le 23 février 1979, il est acquitté le 20 mars 1981 pour l'affaire de la Piazza Fontana. En revanche, il est condamné à 15 ans de prison, soit le maximum de la peine, pour « association subversive ». Il sera définitivement acquitté en décembre 1986, mais pour « insuffisance de preuves ».
En 2005, la Cour de cassation déclare que le massacre de la Piazza Fontana a été perpétré par «un groupe subversif lié à au Mouvement politique Ordine Nuovo dans la région de Padoue » et « dirigé par Franco Freda et Giovanni Ventura». La Cour déclare toutefois que les deux accusés Freda et Ventura ne peuvent plus être jugés, en raison du verdict rendu par la Cour d'appel de Bari qui les avait absous du chef d'accusation de l'attentat de Piazza Fontana.
Freda a toujours clamé son innocence, déclarant que le massacre est « immoral ».

### LeFronte Nazionale
En 1990, Freda fonde un parti, le Fronte Nazionale. En 1993, les cadres du parti sont arrêtés pour « reconstitution de parti fasciste » (loi Scelba) et incitation à la haine raciale (loi Mancino). Le parti est définitivement dissous par décret du Conseil des ministres en 2000.
En 1995, la cour d'assise de Vérone le condamne à 6 ans de réclusion pour « incitation à la haine raciale ». La sentence est confirmée en 1998. En 1999, la Cour de cassation annule la sentence et condamne Freda à 3 ans de réclusion.

### Années 2010
Lors de l'annexion de la Crimée par la Russie en 2014, Freda prend le parti de la Russie. Il déclara ultérieurement que «Poutine est un héros de la race blanche» et que «Poutine est le seul chef d'état européen décent»,,,.

### Œuvres de Freda
- (it) Il Fronte Nazionale [« Le Front national »], Padoue, Ar, 1994.
- (it) L'albero e le radici [« L'Arbre et les Racines »], Padoue, Ar, 1996.
- (it) Platone: lo Stato secondo giustizia [« Platon : l'État selon la justice »], Padoue, Ar, 1996, 111 p. [rééd. de thèse de doctorat en droit 1964-1965].
- (it) I lupi azzurri: documenti del Fronte Nazionale [« Les Loups bleus : documents du Front national »], Padoue, Ar, 2000
- (it) La disintegrazione del sistema [« La Désintégration du système »], Padoue, Ar, 2000.
- (it) Monologhi a due voci: interviste, 1974-2007 [« Monologues à deux voix : entrevues, 1974-2007 »], Padoue, Ar, 2007.
- (it) In alto le forche (Il '68 e il nichilismo), Edizioni di Ar, Padova, 2008.

### Textes de Freda traduits en français
- La désintégration du système [trad. Philippe Baillet], Paris, Totalité, 1980, 54 p.
- Deux lettres à contre-courant, Nancy, Le Soleil et l'Acier, 1990, 20 p.
- « Giorgio Freda : nazi-maoïste ou révolutionnaire inclassable ? », Lausanne, Comité de solidarité, 1978 [rééd. sous le titre de Le révolutionnaire inclassable, Nantes, ARS, 1991, 30 p.]
- Entretien avec Ferdinando Camon, Nantes, ARS, 1991, 14 p.

### Œuvres sur Freda
- Jean-Gilles Malliarakis (dir.), L'Éditeur emprisonné, Paris, La Librairie française, 1985, 173 p.  (ISBN 2-903244-37-5).
- (it) Chiara Stellati, Una ideologia dell'originale: Franco Freda e la controdecadenza, Padoue, Edizioni di Ar, 2002.
- (it) Roberto Sforni, Freda: Il filosofo della disintegrazione, Collana Politika, Milan, 2012.
- (it) Anna K. Valerio et Silvia Valerio, Non ci sono innocenti, Padoue, Edizioni di Ar, 2016  (ISBN 978-88-98672-62-2).

## Dans la culture populaire
- En 2016, l'épouse et la cousine de Freda, Anna K. Valerio et Silvia Valerio, publient un roman biographique: Non ci sono innocenti (il n'y a pas d'innocents). Le livre raconte les aventures du Gruppo di Ar dans le contexte des années 1967 et 1969. Le personnage de Freda est nommé « l'Autocrate »[24].

- Dans Piazza Fontana, film de Marco Tullio Giordana sorti en 2012, son personnage est incarné par Giorgio Marchesi.

- La figure de l'anti-héros « Franco » du roman Occident de Ferdinando Camon est aussi inspirée de Freda (Garzanti, 1975 ; traduction française : Gallimard, 1979). Un téléfilm sera réalisé en 1978 à partir du roman[25]. Lors d'un entretien avec l'auteur du livre, Freda dira ne se reconnaître aucunement dans ce personnage « grossier » , ni d'ailleurs dans le titre et la notion d'« Occident »[26].
- Le roman de Alberto Garlini, Les Noirs et les Rouges (titre original : La Legge Dell’ Odio, trad. fr. Vincent Raynaud 2014) met aussi en scène un personnage du nom de Franco, directement inspiré de Freda[27].